# 河間路 (元朝)
河间路，元朝的路。
宋徽宗大观二年（1108年），改瀛州为河间府，元世祖至元二年（1265年）改为河间路，治所在河间县（今河北省河间市），属中书省直辖。辖境相当今河北白洋淀以东大清河和天津市海河以南，河北省肃宁县、献县、故城县以东，山东省德州市、乐陵市、临邑县、高青县等地区。下辖莫州、沧州、清州、献州、景州等州县。明太祖重新改为河间府。1913年废除河间府。